# 維斯塔羅布爾斯 (加利福尼亞州)
維斯塔羅布爾斯（英語：Vista Robles）是位於美國加利福尼亞州比尤特縣的一個非建制地區。該地的面積和人口皆未知。

## 地理
維斯塔羅布爾斯的座標為39°25′15″N 121°33′09″W / 39.42083°N 121.55250°W，而該地的平均海拔高度為43米（即141英尺）。